# Streghe di Zugarramurdi

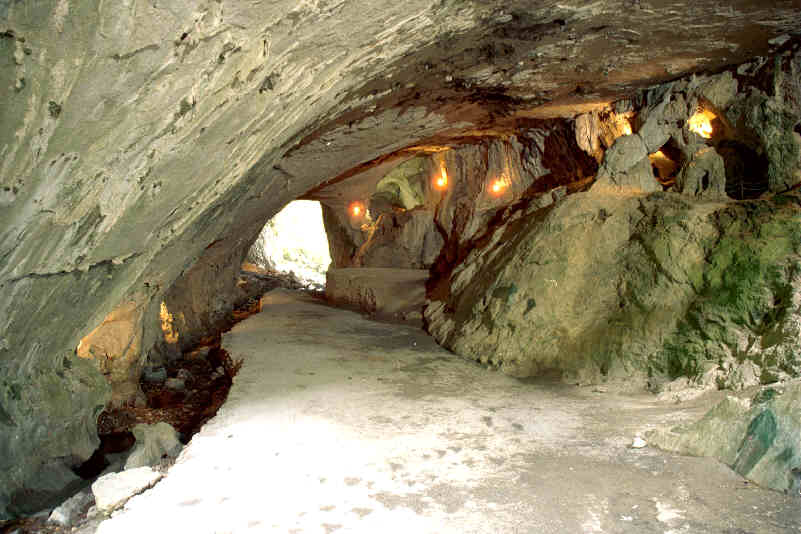
Le grotte di Zugarramurdi, dove si riteneva che le streghe tenessero i loro sabba

Con il termine streghe di Zugarramurdi si fa riferimento ad un fatto storico, che vide 31 persone del villaggio spagnolo di Zugarramurdi, in Navarra, essere sospettate di praticare la stregoneria nelle grotte locali e, per questo motivo, processate nel 1610 dall'Inquisizione a Logroño: 6 di queste furono condannate al rogo.

## Storia
All'inizio del XVII secolo, una donna di Zugarramurdi, tale María de Ximildegui, di ritorno dopo un soggiorno in Francia, dove aveva lavorato come cameriera, confessò, dopo la propria conversione alla fede cattolica, di aver fatto parte, durante quel soggiorno, di un gruppo di donne dedite alla stregoneria.
La donna fu quindi convocata dalle autorità ecclesiastiche nel 1608 e dichiarò di essere stata costretta a rinnegare la propria fede cristiana e a partecipare a degli akelarre (parola basca che significa "sabba"), dove veniva invocato il demonio.
La confessione della donna portò ad una serie di indagini nei paesini di Zugarramurdi e Urdax condotta a partire dagli inizi del 1609 da Alonso Becerra Holguín e Juan Valle Alvarado, due membri dell'Inquisizione di Logroño.
Le prime indagini portarono all'arresto di quattro donne. In seguito, l'arrivo di un terzo membro dell'Inquisizione, Alonso de Salazar y Frías, nel giugno dello stesso anno, portò all'arresto di altre 26 persone. In realtà lo stesso de Salazar avrebbe in seguito riportato alle autorità religiose una valutazione ufficiale secondo cui non c'era stata realmente stregoneria, come dimostrato dal recente saggio biografico di Henningsen L'avvocato delle streghe.
Complessivamente, furono indagate per stregoneria 280 persone, ma soltanto 31 furono portate a giudizio.
L'autodafé si tenne il 7 e l'8 novembre 1610 e il processo vide imputate in tutto 53 persone del villaggio, 31 delle quali accusate appunto di stregoneria, mentre le restanti erano accusate di eresia.
Sei delle 31 persone accusate di stregoneria, un uomo e cinque donne, furono mandate al rogo. La maggior parte delle altre persone condannate morì invece in carcere.
Due anni dopo, fu dato alle stampe, da Juan de Mongastón, un resoconto del processo come monito per i cristiani.
Non è chiaro se le persone di Zugarramurdi praticassero effettivamente la stregoneria: è possibile infatti che la preparazione di erbe medicinali, usate semplicemente per combattere le malattie, possa essere stata scambiata per atti di stregoneria.

## Museo
Alle streghe di Zugarramurdi è dedicato un museo nel villaggio navarro, El Museo de las Brujas ("Il museo delle streghe"), inaugurato nel 2007.
Nel museo, tra l'altro, viene proiettato il filmato La caccia alle streghe.

## Tradizioni
Le streghe di Zugarramurdi vengono tradizionalmente ricordate con una festa estiva, in cui si cucina dell'agnello arrosto.

## Le streghe di Zugarramurdi nella cultura di massa
Il fatto ha ispirato il film del 2013, diretto da Álex de la Iglesia, Le streghe son tornate (Las brujas de Zugarramurdi).